# Anobium punctatum
La carcoma de los muebles (Anobium punctatum) es un insecto de la familia Ptinidae), orden Coleoptera. Es de origen paleártico pero se ha difundido por todo el mundo. Es considerado una plaga considerada un importante agente causante de biodeterioro.
Mide 2.7–4.5 milímetros, es de color castaño rojizo oscuro, con finos pelos amarillentos. Las larvas horadan galerías que se van taponando con el aserrín y fecas producido al alimentarse. Para empupar ensanchan la galería que se transforma en cámara pupal. El ciclo de vida lleva de tres a cuatro años. Los adultos emergen a través de orificios circulares y no se alimentan.

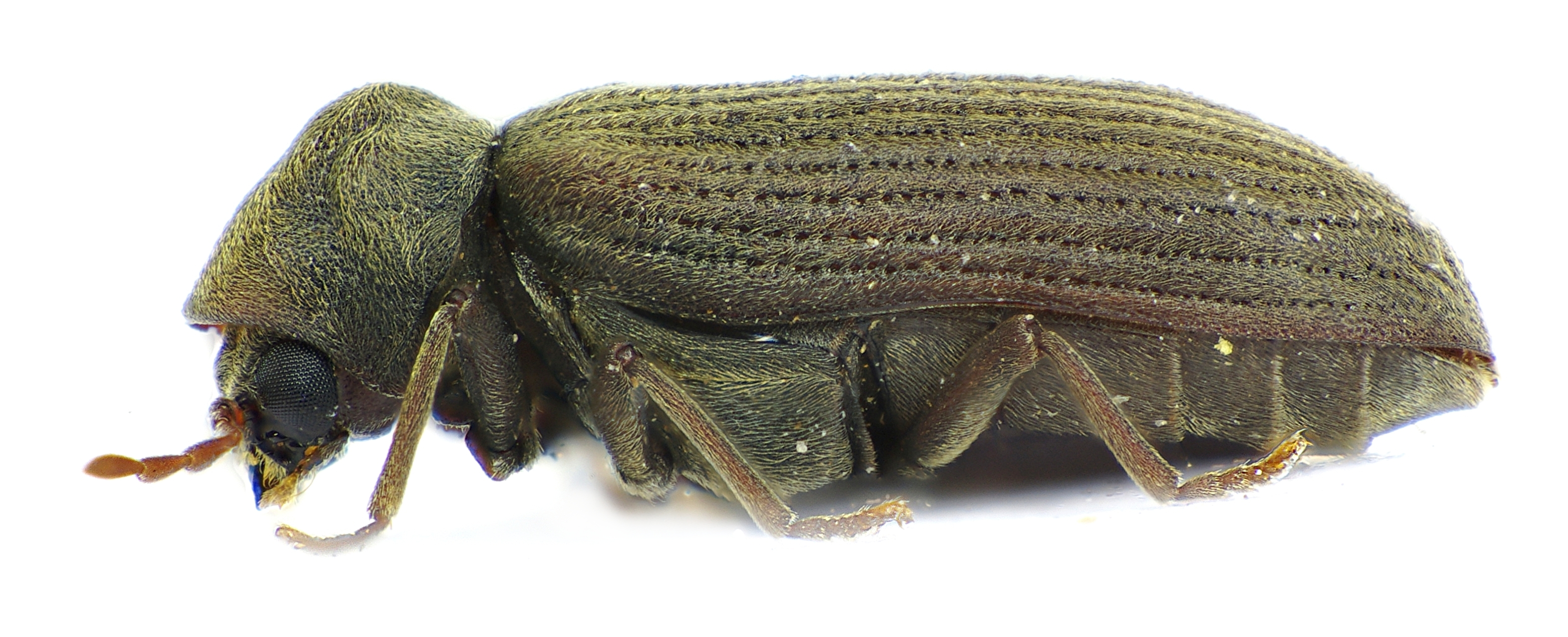
Anobium punctatum adulto, vista lateral.

Las generaciones siguen año tras año atacando la misma madera, de tal forma que las galerías se entrecruzan y terminan por consumirla, transformándola en polvo de textura muy fina. La superficie atacada muestra múltiples orificios de salida.